# سارا تشيس
سارا تشيس (بالإنجليزية: Sara Chase)‏ هي ممثلة أمريكية، ولدت في 3 أغسطس 1983 في هارتفورد في الولايات المتحدة.

## أعمال

### مسلسلات
- كيمي شميت القوية

## وصلات خارجية
- سارا تشيس على موقع IMDb (الإنجليزية)
- سارا تشيس على موقع ألو سيني (الفرنسية)
- سارا تشيس على موقع ميوزك برينز (الإنجليزية)
- سارا تشيس على موقع أول موفي (الإنجليزية)
- سارا تشيس على موقع قاعدة بيانات برودواي على الإنترنت (الإنجليزية)
- سارا تشيس على موقع قاعدة بيانات الفيلم (الإنجليزية)